# Pelastoneurus bigeminatus
Pelastoneurus bigeminatus är en tvåvingeart som beskrevs av Aldrich 1901. Pelastoneurus bigeminatus ingår i släktet Pelastoneurus och familjen styltflugor. Inga underarter finns listade i Catalogue of Life.